# Gyula Gál
Gyula Gál [ˈɟulɒ ˈɡaːl] (* 18. August 1976 in Várpalota, Ungarn) ist ein ehemaliger ungarischer Handballspieler. Der 1,93 Meter große und 115 Kilogramm schwere Gál wurde auf der Position Kreisläufer eingesetzt.
Gyual Gál lief zuletzt seit Februar 2012 für den ungarischen Verein Tatabánya KC auf. Zuvor stand er seit Anfang 2010 beim kroatischen Verein RK Zagreb unter Vertrag. In seiner Heimat spielte er bei den Vereinen KC Veszprém (ab 2001) und Dunaferr SE.
Für die Ungarische Nationalmannschaft bestritt Gál 180 Länderspiele, in denen er 442 Tore erzielte. Bei den Olympischen Spielen 2004 verlor er das Spiel um Bronze mit 26:28 gegen Russland.